# Lista siturilor arheologice din județul Suceava - D
Lista siturilor arheologice din județul Suceava - D conține toate siturile arheologice din județul Suceava înscrise în Repertoriul Arheologic Național (RAN) și aflate în localități al căror nume începe cu litera D. RAN este administrat de Ministerul Culturii și Patrimoniului Național și cuprinde date științifice, cartografice, topografice, imagini și planuri, precum și orice alte informații privitoare la zonele cu potențial arheologic, studiate sau nu, încă existente sau dispărute.
Puteți căuta un sit din localitățile care încep cu litera D folosind formularul de mai jos sau puteți naviga prin toate siturile din județ la Lista siturilor arheologice din județul Suceava.
| Cod RAN                                   | Denumire | Localitate                          | Adresă       | Datare                  | Descoperit              | Coordonate                                    | Imagine           | Erori            |
| ----------------------------------------- | --- | ----------------------------------- | ------------ | ----------------------- | ----------------------- | --------------------------------------------- | ----------------- | ---------------- |
| 148104.01.01 (Cod LMI: SV-I-s-B-05409)    | Necropola din epoca migrațiilor de la Dolheștii Mari - "La Todoreasa" / ansamblu anonim (Categorie: descoperire funerară) (Tip: Necropolă)                        | sat Dolheștii-Mari, comuna Dolhești | La Todoreasa | sec. IV                 |                         |                                               | Încărcați imagine | Raportați eroare |
| 148104.02.01 (Cod LMI: SV-I-s-A-05410)    | Ruinele curții boierești de la Dolheștii Mari-Lângă Școală / ansamblu Ruinele curții boierească a lui Șendrea (Categorie: locuire civilă) (Tip: Curte boierească) | sat Dolheștii-Mari, comuna Dolhești | Lângă Școală | 1481                    |                         |                                               | Încărcați imagine | Raportați eroare |
| 148364.01.01 (Cod LMI: SV-I-m-A-05411.02) | Situl arheologic medieval de la Drăgoiești - "În luncă" / ansamblu anonim (Categorie: locuire) (Tip: Biserică)                                                    | sat Drăgoiești, comuna Drăgoiești   | În luncă     | 1512                    |                         |                                               | Încărcați imagine | Raportați eroare |
| 148364.01.02 (Cod LMI: SV-I-m-A-05411.01) | Situl arheologic medieval de la Drăgoiești - "În luncă" / ansamblu Ruinele curții boierească a lui Ion Drăgoi (Categorie: locuire) (Tip: Curte boierească)        | sat Drăgoiești, comuna Drăgoiești   | În luncă     | 1512                    |                         |                                               | Încărcați imagine | Raportați eroare |
| 148391.01.01 (Cod LMI: SV-I-s-B-05412)    | Așezarea neolitică de la Drăgușeni - "La Cetățuie" / ansamblu anonim (Categorie: locuire civilă) (Tip: Așezare)                                                   | sat Drăgușeni, comuna Drăgușeni     | La Cetățuie  | Cucuteni - B            |                         |                                               | Încărcați imagine | Raportați eroare |
| 148104.03.01                              | Sitl arheologic de la Dolheștii Mari - "Tarnuica" / ansamblu anonim (Categorie: locuire civilă) (Tip: Așezare)                                                    | sat Dolheștii-Mari, comuna Dolhești | Tarnuica     | sec. VII - VIII         |                         |                                               | Încărcați imagine | Raportați eroare |
| 148104.03.02                              | Sitl arheologic de la Dolheștii Mari - "Tarnuica" / ansamblu anonim (Categorie: locuire civilă) (Tip: Așezare)                                                    | sat Dolheștii-Mari, comuna Dolhești | Tarnuica     | Poienești - Lukașevka   |                         |                                               | Încărcați imagine | Raportați eroare |
| 148015.01.01                              | Așezarea paleolitică de la Dolhasca - Dealul Viei / ansamblu anonim (Categorie: locuire) (Tip: Așezare)                                                           | oraș Dolhasca                       | Dealul Viei  | Gravetian 25.000-15.000 | prof. M. Tanasachi 1967 | 47°25′40″N 26°35′30″E / 47.42778°N 26.59167°E | Încărcați imagine | Raportați eroare |